# Glaciimonas alpina
Glaciimonas alpina es una especie de bacteria gramnegativa del género Glaciimonas. Fue descrita en el año 2015. Su etimología hace referencia a los Alpes. Es aerobia e inmóvil. Tiene un tamaño de 0,9 μm de ancho por 2,5-3 μm de largo. Forma colonias blancas, convexas, lisas, circulares y con márgenes enteros en agar R2A. Temperatura de crecimiento entre 1-20 °C, aunque en caldo R2A pueden crecer a -5 °C. Catalasa y oxidasa positivas. Tiene un contenido de G+C de 49,2%. Se ha aislado de crioconita del glaciar Damma en los Alpes, en Suiza.